# Unter den Linden (metrostation)
Unter den Linden is een metrostation in het stadsdeel Mitte van de Duitse hoofdstad Berlijn. Het station maakt deel uit van de verbinding tussen het westelijke en oostelijke deel van de Berlijnse metrolijn U5 waarvan de aanleg op 13 april 2010 begon. Naast een overstap tussen de beide metrolijnen is het ook een overstappunt tussen bus en metro. Het betreft overigens niet hetzelfde station als S-Bahn station Brandenburger Tor dat tot 2009 de naam Unter den Linden droeg.

## Ontwerp
Het station is net als het metrostation Brandenburger Tor ontworpen door architectenbureau Hentschel/Oestreich. Het kruisingsstation krijgt een T vorm en komt te liggen onder het kruispunt Unter den Linden/Friedrichstraße. De verdeelhal komt onder de zuidelijke helft van het kruispunt te liggen en is toegankelijk vanaf de middenberm van Unter den Linden aan weerszijden van de Friedrichstraße. Daarnaast is er aan de oostkant van het perron van U5 een ingang ter hoogte van de Charlottenstraße eveneens in de middenberm van Unter den Linden. De oost-west lijn U5 heeft een eilandperron op 15 meter diepte, terwijl de noord-zuidlijn U6 twee zijperrons heeft op 4 meter diepte. Deze zijperrons hebben beide aan de zuidkant een eigen ingang tussen de Rosmarinstraße en de Behrenstraße. Overstappers tussen de lijnen kunnen gebruikmaken van roltrappen en liften die ook het straatniveau bereiken.
Het station is gebouwd volgens de wanden-dakmethode, hiervoor is eerst de bestaande tunnel van de U6 deels gesloopt waarna diepwanden rondom het station werden gebouwd en het geheel met een afdekplaat werd overdekt. De voorzieningen voor elektriciteit, telecommunicatie en klimaatregeling alsmede een onderstation worden ondergronds aangelegd.

## Aanleg

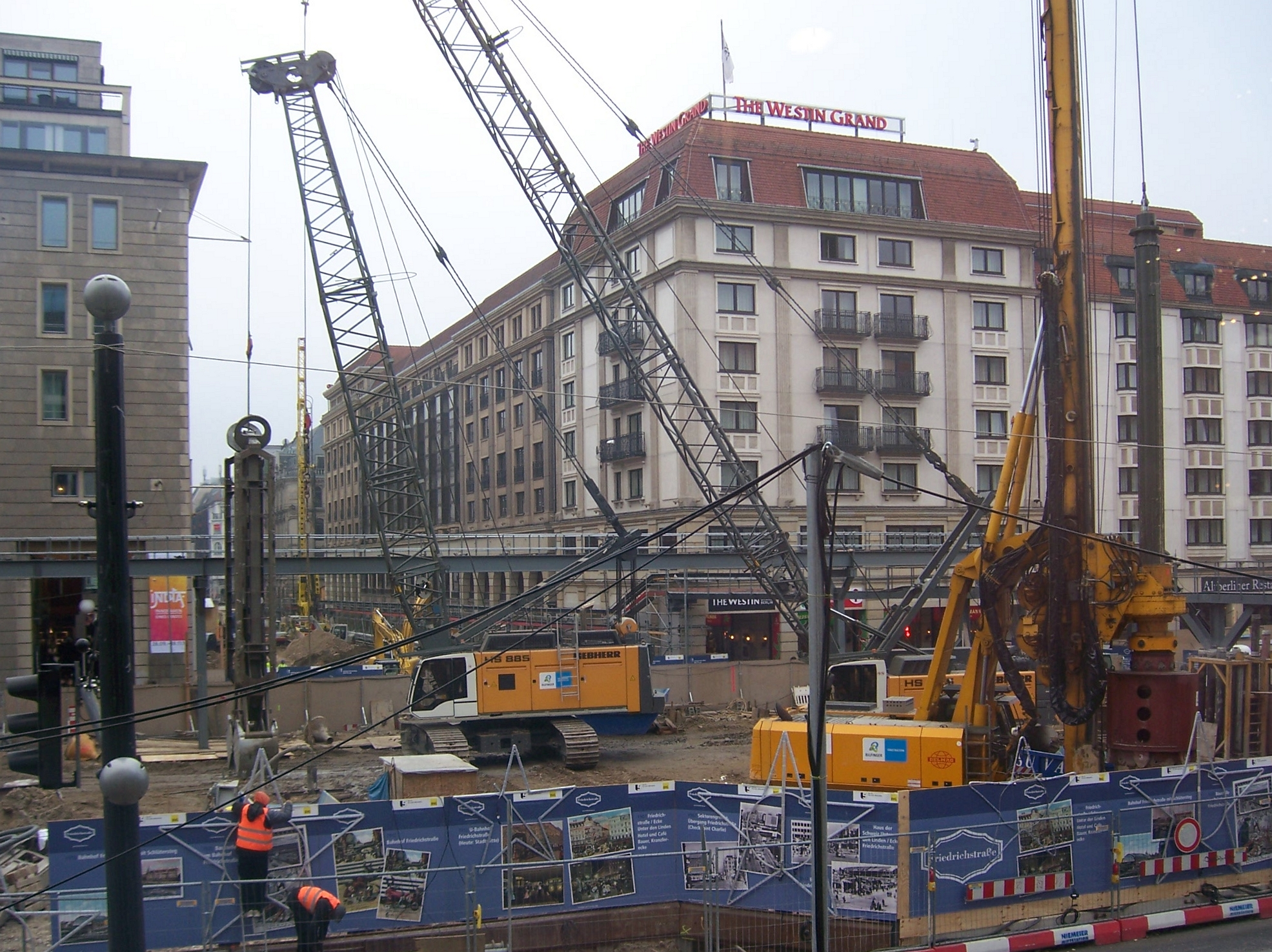
De bouwplaats in november 2012
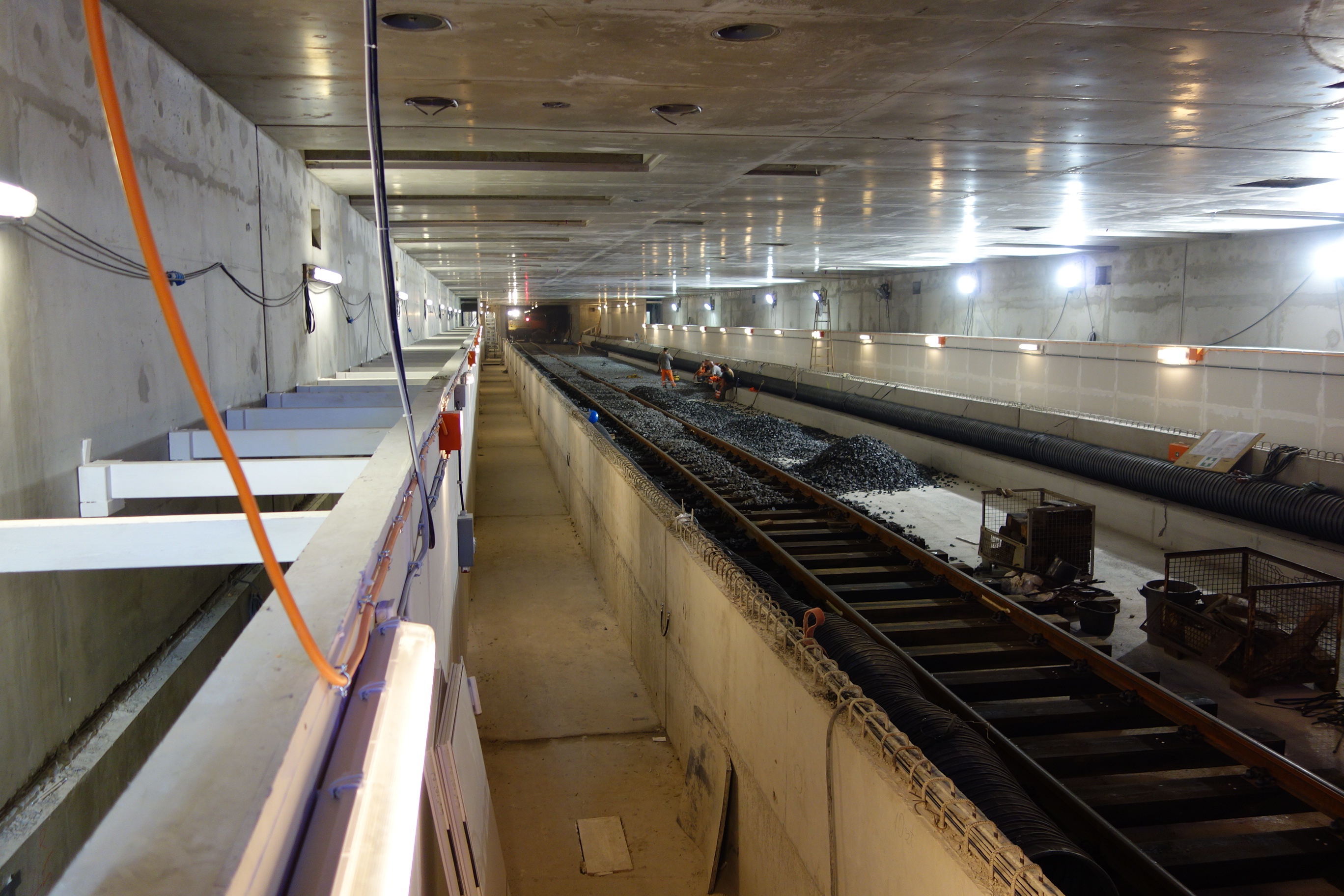
Ruwbouw langs de U6
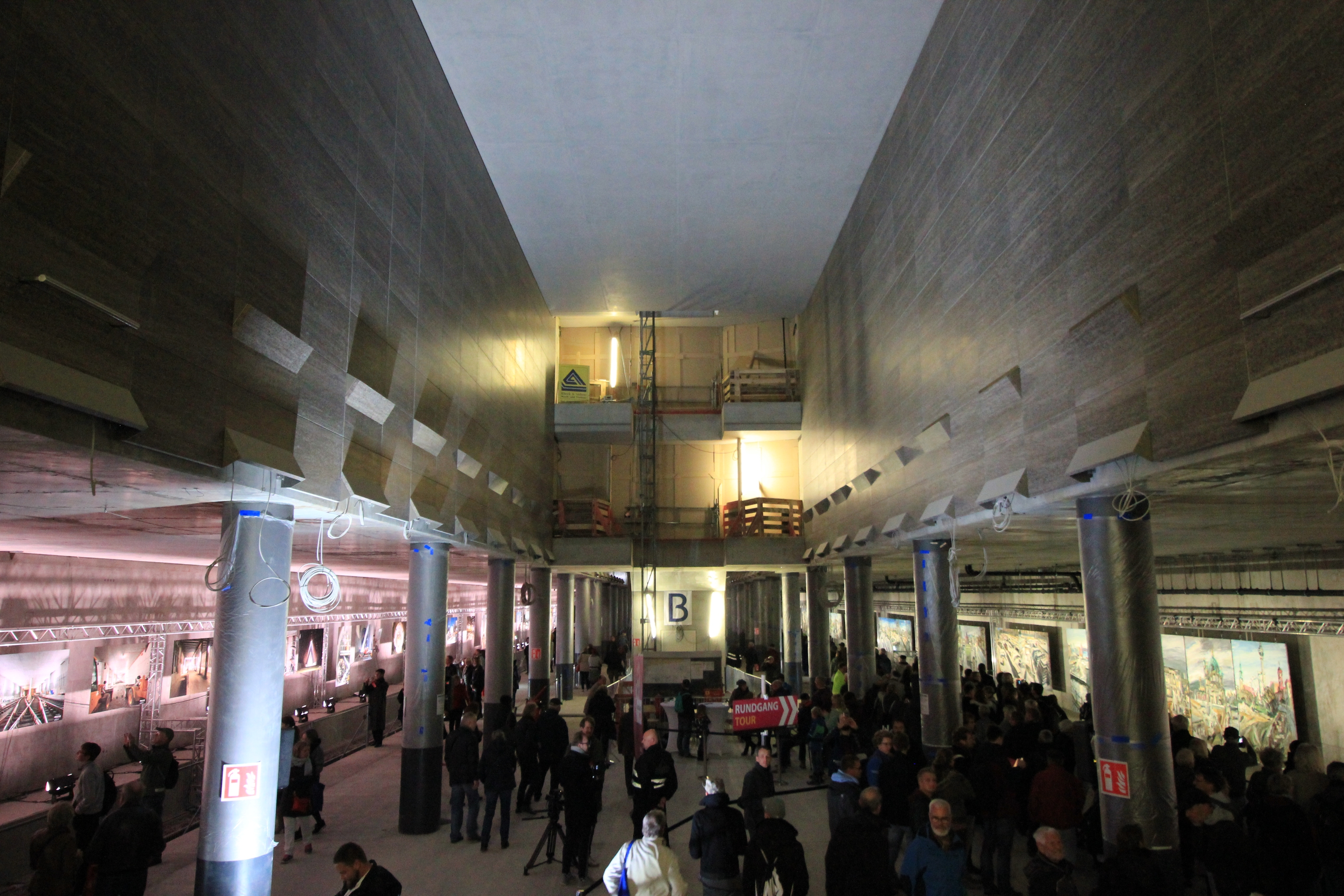
Ruwbouw van de U5, oktober 2018
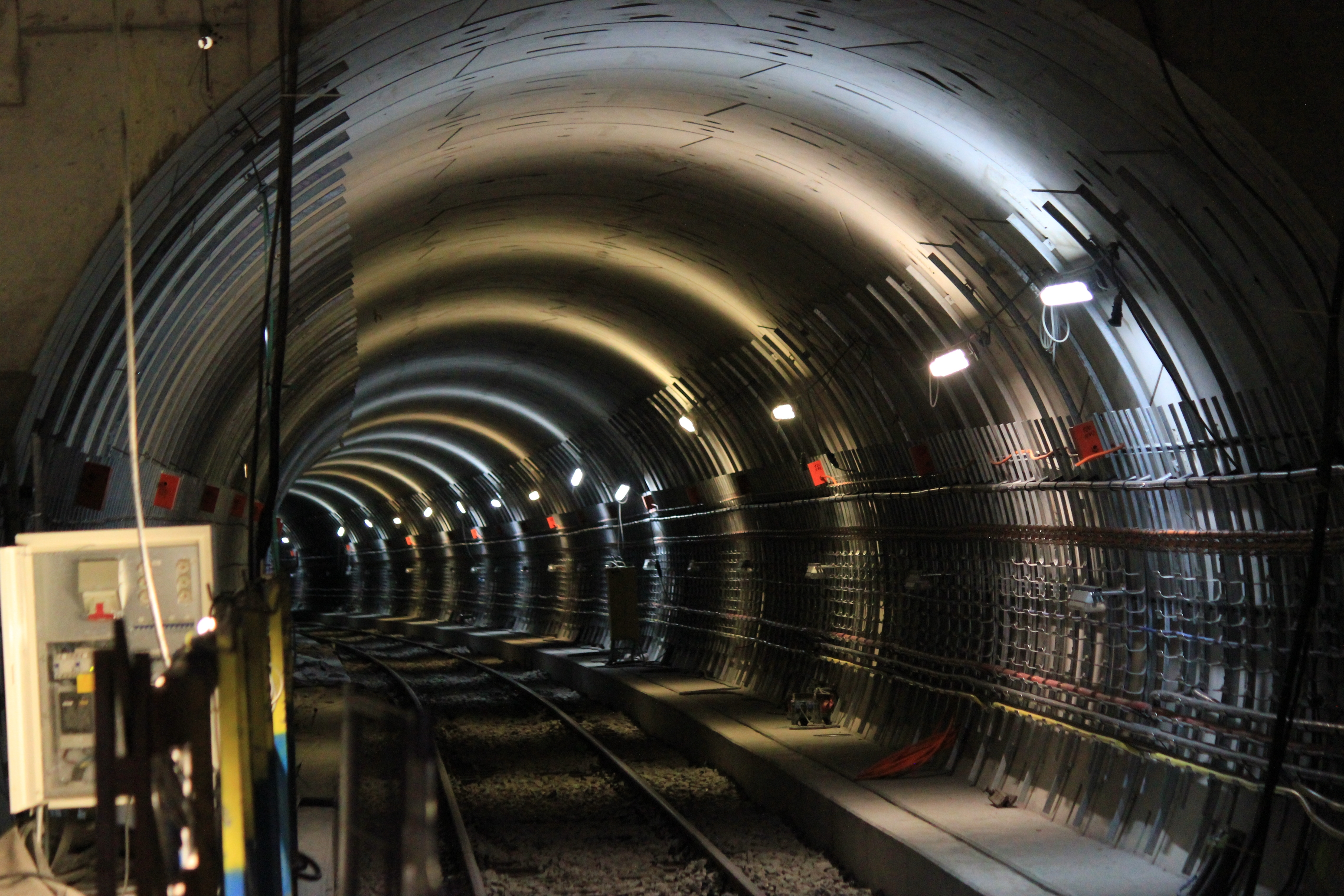
De tunnel van de U5 naar het oosten

Vanaf eind 2010 tot begin 2012 werden leidingen om het bouwterrein verlegd, in februari 2012 moesten 54 linden gekapt worden om ruimte te maken voor de bouwactiviteiten. Na voltooiing van het station zullen nieuwe bomen worden geplant, hierbij zal in de buurt van het station voor een aantal bomen een irrigatiesysteem worden aangelegd. Het wegverkeer kon vanaf juli 2012 alleen nog over de noordelijke rijbaan van Unter den Linden rijden terwijl de Friedrichstraße geheel werd afgesloten. Het metroverkeer op de U6 werd op 30 juni 2012 tussen de stations Friedrichstraße aan de noordkant en Stadtmitte aan de zuidkant gestaakt. De bouw van het station, waarvoor 84 miljoen euro werd uitgetrokken, begon in augustus 2012.
Nadat de tunnel van de U6 ter hoogte van het station volledig was gesloopt kon een nieuwe tunnel van 6,80 m hoog, 18,25 m breed en 140 m lang worden aangelegd. Deze tunnel is breed genoeg om de perrons naast het spoor te herbergen. Hiervoor is ongeveer 13.500 m³ beton en 3050 ton wapening gebruikt. Op 17 november 2013 kon het metroverkeer op de U6 worden hervat, de ruwbouw van het deel voor de U5 was 4 jaar later gereed. De afbouw startte meteen daarna, waarbij de wanden met kalk werden bekleed en de zuilen zwart werden geschilderd. Het station zou volgens plan in de herfst van 2019 in gebruik komen maar dat werd uitgesteld tot 4 december 2020.
Het station Französische Straße werd, door de korte afstand tot station Unter den Linden, gesloten op dezelfde datum. Station Französische Straße zal wel blijven bestaan maar niet meer voor de normale dienst worden gebruikt. 
1. mw-subcategories|Mediabestanden]]

Hauptbahnhof .
Bundestag ·
Brandenburger Tor ·
Unter den Linden  ·
Museumsinsel ·
Rotes Rathaus ·
Alexanderplatz     · 
Schillingstraße · 
Strausberger Platz · 
Weberwiese · 
Frankfurter Tor · 
Samariterstraße · 
Frankfurter Allee  · 
Magdalenenstraße · 
Lichtenberg   · 
Friedrichsfelde · 
Tierpark · 
Biesdorf-Süd · 
Elsterwerdaer Platz · 
Wuhletal  · 
Kaulsdorf-Nord · 
Kienberg (Gärten der Welt) · 
Cottbusser Platz · 
Hellersdorf · 
Louis-Lewin-Straße · 
Hönow
Alt-Tegel  · 
Borsigwerke · 
Holzhauser Straße · 
Otisstraße · 
Scharnweberstraße · 
Kurt-Schumacher-Platz · 
Afrikanische Straße · 
Rehberge · 
Seestraße · 
Leopoldplatz  · 
Wedding  · 
Reinickendorfer Straße · 
Schwartzkopffstraße · 
Naturkundemuseum · 
Oranienburger Tor · 
Friedrichstraße   ·
Unter den Linden  ·
Stadtmitte  · 
Kochstraße · 
Hallesches Tor   · 
Mehringdamm  · 
Platz der Luftbrücke · 
Paradestraße · 
Tempelhof  · 
Alt-Tempelhof · 
Kaiserin-Augusta-Straße · 
Ullsteinstraße · 
Westphalweg · 
Alt-Mariendorf